# William David Coleman

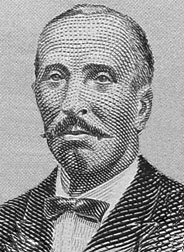
William D. Coleman (1984-1908)

William David Coleman (Fayette County, Kentucky 18 juli 1842 - Clay-Ashland, Liberia 12 juli 1908), was de dertiende president van Liberia van 12 november 1896 tot 11 december 1900.

## Biografie
Hij werd op 18 juli 1842 geboren in Fayette County in de staat Kentucky in de Verenigde Staten van Amerika. Hij emigreerde in december 1853 met zijn moeder (een weduwe) en drie andere familieleden naar Liberia waar zij zich vestigden in Clay-Ashland, enkele tientallen kilometers ten noorden van de hoofdstad Monrovia. Hij bezocht de zendingsschool van de Presbyteriaanse kerk en volgde een opleiding tot timmerman. Na een tijd als timmerman te hebben gewerkt werd hij boer en koopman. Als koopman bouwde hij een aanzienlijk vermogen op.
In 1877 werd Coleman in het Huis van Afgevaardigden gekozen voor Montserrado County. Van 1877 tot 1879 was hij voorzitter (Speaker) van het Huis van Afgevaardigden en deed in 1879 zijn intrede in de Senaat. Hij bleef senator tot 1891. In 1892 werd hij vicepresident onder president Joseph J. Cheeseman. Het overlijden van Cheeseman in het ambt in november 1896 maakte dat Coleman hem opvolgde als president. In mei 1897 werd hij gekozen tot president en in 1899 werd hij herkozen. Een van de belangrijkste daden tijdens zijn presidentschap was de heropening van Liberia College.
Coleman was bevriend met Dr. Edward Wilmot Blyden (1832-1912), de intellectueel, schrijver, diplomaat en onderzoeker en een van de grootste pleitbezorgers van integratie van de naturellen ("Natives"), de oorspronkelijke bewoners van Liberia in de binnenlanden. Blyden geloofde dat geleidelijke emancipatie van de naturellen Liberia tot een stabiele en welvarende republiek zou maken die kon wedijveren met de Europese grootmachten. Coleman besloot de binnenlanden onder het gezag van Monrovia te brengen en wist het noorden en noordwesten van het land onder controle van de centrale overheid te brengen. Coleman's politiek van pacificatie van de binnenlanden stuitte op kritiek van een deel van de elite van Americo-Liberianen die geen interesse toonden in het binnenland en zich volledig wilden concentreren op buitenlandse handel. Een oorlog met de Gola, een volk in de binnenlanden van Liberia, maakte veel slachtoffers aan beide kanten van het conflict dat de elite zich begon te roeren en de val van Coleman wist te bewerkstelligen. Coleman trad 10 december 1900 af als president en werd opgevolgd door zijn minister van Buitenlandse Zaken, Garretson Gibson.
William David Coleman, sinds 1896 getrouwd met Ophelia Coleman, die geboren was in Arkansas in de VS, overleed op 65-jarige leeftijd in Clay-Ashland op 12 juli 1908. Zijn zoon, Samuel David Coleman (1894-1955), was een vooraanstaand politicus die in 1955 werd vermoord door de geheime dienst.